# گلستان ارم
منظومهٔ گلستان ارم یا بکتاش نامه اثر رضاقلیخان هدایت، شاعر دوره قاجاریه است که در ۲۶۴۲ بیت در بحر هزج و در چهل و چهار باب نگاشته شده است. و یکی از شش منظومهٔ کتابِ او با عنوان «سِتّهٔ ضروریّه» می‌باشد. مشروح افسانهٔ عاشقی و دلدادگی رابعه بنت کعب، از نخستین زنان شاعر پارسی که در سده چهارم هجری می‌زیسته‌ است، نسبت به بکتاش را که غلامی از غلامان برادرش بوده، در آن به نظم کشیده شده‌ است.
نخست شاعر به تبعیت از سنت شاعران بلند مرتبه پارسی گوی به توحید و تقدیس ذات پروردگار و نعت پیامبر پرداخته و پس از آن به منقبت شاه اوصیا و اولیا، امیرالمؤمنین، می‌پردازد. سپس مقدمه ای را در صفت عشق و جذبات آن بیان می‌کند. حکایت رابعه و بکتاش از باب چهاردهم کتاب آغاز می‌شود و در ۲۳۴۲ بیت به انجام می‌رسد.